# Lakeside City
Lakeside City – miasto w Stanach Zjednoczonych, w stanie Teksas, w hrabstwie Archer.